# Gouvernement Mickoski
République de Macédoine du Nord
Xhaferi 
Le gouvernement Mickoski est le gouvernement de la république de Macédoine du Nord depuis le 23 juin 2024, sous la 11e législature de l'Assemblée.
Il est dirigé par Hristijan Mickoski, et repose sur une coalition de trois blocs. Il succède au gouvernement Xhaferi.

## Historique du mandat
Ce gouvernement est dirigé par le nouveau président du gouvernement Hristijan Mickoski. Il est constitué et soutenu par une coalition entre l'Organisation révolutionnaire macédonienne intérieure - Parti démocratique pour l'unité nationale macédonienne (VMRO-DPMNE), le Mouvement Besa (LB/DB), Alternativa, Pour notre Macédoine (ZNAM), le Parti socialiste de Macédoine (SPM) et le Parti démocratique des Serbes en Macédoine (DPSM). Ensemble, ils disposent de 78 députés, soit 65 % des sièges de l'Assemblée.
Il est formé à la suite des élections législatives macédoniennes de 2024.
Il succède donc au gouvernement Xhaferi.

### Formation
Perçues comme un référendum sur l'avenir européen du pays, les élections voient la victoire de l'Organisation révolutionnaire macédonienne intérieure - Parti démocratique pour l'unité nationale macédonienne (VMRO-DPMNE) arrive ainsi largement en tête. Il s'agit d'une double victoire pour cette dernière, sa candidate, Gordana Siljanovska-Davkova ayant quant à elle remporté à une très large majorité le second tour de l'élection présidentielle, assurant ainsi à la VMRO-DPMNE le contrôle de la présidence comme de l'Assemblée,,.
À la tête de la VRMO-DPMNE et de sa coalition « Votre Macédoine », Hristijan Mickoski se retrouve en position de devenir président du gouvernement. Après avoir annoncé la conclusion d'un accord de coalition avec la Coalition « Vlen » et Pour notre Macédoine (ZNAM), il est officiellement chargé le 6 juin de former un gouvernement par Gordana Siljanovska-Davkova, investie présidente un mois plus tôt. Son gouvernement reçoit la confiance de l'Assemblée le 23 juin 2024 par 77 voix pour et 22 contre, et entre en fonction le jour même.

## Composition
| Poste                                                                                                | Titulaire | Titulaire                   | Parti      |
| --- | --------- | --------------------------- | ---------- |
| Président du gouvernement                                                                            |           | Hristijan Mickoski          | VMRO-DPMNE |
| Premier vice-président du gouvernement Ministre de l'Environnement et de l'Aménagement du territoire |           | Izet Mexhiti                | Vlen       |
| Vice-président du gouvernement Délégué aux Relations intercommunautaires                             |           | Ivan Stoilković             | DPSM       |
| Vice-président du gouvernement Ministre des Transports                                               |           | Aleksandar Nikolovski       | DPSM       |
| Vice-président du gouvernement Délégué aux Réformes démocratiques                                    |           | Ljupčo Dimovski             | SPM        |
| Vice-président du gouvernement Délégué à la Bonne gouvernance                                        |           | Arben Fetai                 | AA         |
| Ministre de la Défense                                                                               |           | Vlado Misajlovski           | VMRO-DPMNE |
| Ministre de l'Intérieur                                                                              |           | Panče Toškovski             | VMRO-DPMNE |
| Ministre de la Justice                                                                               |           | Igor Filkov                 | ZNAM       |
| Ministre des Affaires étrangères                                                                     |           | Timčo Mucunski              | VMRO-DPMNE |
| Ministre des Finances                                                                                |           | Gordana Dimitrieska-Kočoska | VMRO-DPMNE |
| Ministre de l'Économie et du Travail                                                                 |           | Besar Durmişi               | LB/DB      |
| Ministre de l'Agriculture, des Forêts et des Eaux                                                    |           | Cvetan Tripunovski          | VMRO-DPMNE |
| Ministre de la Santé                                                                                 |           | Arben Taravari              | AA         |
| Ministre de l'Éducation et de la Science                                                             |           | Vesna Janevska              | VMRO-DPMNE |
| Ministre de la Politique sociale et de la Jeunesse                                                   |           | Fatmir Limani               | LB/DB      |
| Ministre des Collectivités locales                                                                   |           | Zlatko Perinski             | VMRO-DPMNE |
| Ministre de la Culture et du Tourisme                                                                |           | Zoran Ljutkov               | VMRO-DPMNE |
| Ministre de l'Administration publique                                                                |           | Goran Minčev                | ZNAM       |
| Ministre de la Transformation numérique                                                              |           | Stefan Andonovski           | VMRO-DPMNE |
| Ministre des Affaires européennes                                                                    |           | Orkhan Murtyezani           | A          |
| Ministre de l'Intégration tzigane                                                                    |           | Šaban Saliu                 |            |
| Ministre de l'Énergie                                                                                |           | Sanja Božinovska            | VMRO-DPMNE |
| Ministre des Sports                                                                                  |           | Borko Ristovski             | VMRO-DPMNE |